# Елагинский проспект (Санкт-Петербург)
Ела́гинский проспект — улица в Приморском районе Санкт-Петербурга. Представляет собой короткий тупиковый проезд, идущий от Камышовой улицы на юг.

## История
Магистраль планировалась как часть проектировавшегося в 1970-е годы Западного скоростного диаметра с выходом на трассу «Скандинавия», проходящая от Приморского до Шуваловского проспекта параллельно Планерной улице, продолжая автостраду, огибающую с запада Елагин остров, именем которого назван проспект 27 марта 1990 года.
С 1993 года существовал участок будущего проспекта от Богатырского проспекта до Камышовой улицы.
В 2000-м году был проложен ещё один участок — от улицы Оптиков до Богатырского проспекта. На остальном протяжении есть только заросшая просека, уходящая в глубь Юнтоловского заказника{2}.

## Магистрали
Елагинский проспект граничит или пересекается со следующими магистралями:
| 1. Камышовая улица |

## Транспорт
- Метро:
  - Станция «Комендантский проспект»
  - Станция «Старая Деревня»

- Автобусы:
  - Остановка «Камышовая улица» (пересечение с Планерной улицей): № 125, 170, 217, 235, 294
  - Остановка «Планерная улица» (пересечение с Камышовой улицей): № 125, 126, 134, 166, 172, 235, 279, 294[2]